# Canton de Romans-sur-Isère
Le canton de Romans-sur-Isère est une circonscription électorale française du département de la Drôme.

## Histoire

### Jusqu'en 1973
Le décret no 73-718 du 23 juillet 1973 a scindé le canton unique de Romans-sur-Isère en deux cantons dénommés Romans-sur-Isère-1 et Romans-sur-Isère-2 :
- le premier canton est composé des communes de Clérieux, Geyssans, Mours-Saint-Eusèbe, Peyrins, Saint-Bardoux ainsi que « la portion de territoire de la ville de Romans-sur-Isère déterminée à l'Est par l'axe des voies ci-après : rue des Remparts-Saint-Nicolas, rue Nugues, rue François-Pouzin, avenue Emile-Zola et route de Génissieux » ;
- le deuxième canton est composé des communes du Chalon, Châtillon-Saint-Jean, Crépol, Génissieux, Miribel, Montmiral, Parnans, Saint-Bonnet-de-Valclérieux, Saint-Laurent-d'Onay, Saint-Michel, Saint-Paul-lès-Romans, Triors ainsi que « la portion de territoire de la ville de Romans-sur-Isère non incluse dans le [premier] canton […] ».

### Retour du canton unique
Un nouveau découpage territorial de la Drôme entre en vigueur à l'occasion des élections départementales de mars 2015, défini par le décret du 20 février 2014, en application des lois du 17 mai 2013 (loi organique 2013-402 et loi 2013-403). Les conseillers départementaux sont, à compter de ces élections, élus au scrutin majoritaire binominal mixte. Les électeurs de chaque canton élisent au Conseil départemental, nouvelle appellation du Conseil général, deux membres de sexe différent, qui se présentent en binôme de candidats. Les conseillers départementaux sont élus pour 6 ans au scrutin binominal majoritaire à deux tours, l'accès au second tour nécessitant 12,5 % des inscrits au 1er tour. En outre la totalité des conseillers départementaux est renouvelée. Ce nouveau mode de scrutin nécessite un redécoupage des cantons dont le nombre est divisé par deux avec arrondi à l'unité impaire supérieure si ce nombre n'est pas entier impair, assorti de conditions de seuils minimaux. Dans la Drôme, le nombre de cantons passe ainsi de 36 à 19.
Le nouveau canton de Romans-sur-Isère est formé de communes des anciens cantons de Romans-sur-Isère 2e Canton (4 communes) et de Romans-sur-Isère 1er Canton (4 communes). Le canton est entièrement inclus dans l'arrondissement de Valence. Le bureau centralisateur est situé à Romans-sur-Isère.

## Représentation

### Conseillers d'arrondissement de 1833 à 1940
| Période | Période      | Identité                           | Étiquette   | Qualité |
| ------- | ------------ | ---------------------------------- | ----------- | --- |
| 1833    | 1848         | Joseph Pierre François Allier aîné |             | Négociant à Romans                                                                                          |
| 1848    | 1852         | Eloy Bouzon                        |             | Propriétaire, maire de Romans (1850-1856)                                                                   |
| 1852    | 1858 (décès) | Louis Antoine Nugues (1773-1858)   |             | Négociant, propriétaire à Romans Ancien chef de bataillon de la Garde Nationale                             |
| 1858    | 1865 (décès) | Victor Joseph Bedoin (1812-1865)   |             | Notaire, adjoint au maire de Romans                                                                         |
| 1865    | 1867         | Antoine Florent Jean-Baptiste Cany |             | Notaire - Maire de Romans                                                                                   |
| 1867    | 1870         | Pierre-Victor Brichet              |             | Maire de Peyrins                                                                                            |
| 1870    | 1892 (décès) | Joseph Savoye (1808-1892),         | Républicain | Fabricant de bas, propriétaire, maire de Romans (3 fois, entre 1871 et 1883)                                |
| 1892    | 1895         | Aimé Gérin                         | Radical     | Négociant à Romans                                                                                          |
| 1895    | 1904         | Joseph Guilhermet (1820-1906)      |             | Cultivateur, maire du Chalon                                                                                |
| 1904    | 1919         | Constant Chatenier (1849-1926)     | Radical     | Ancien directeur d'école à Bourg-de-Péage Propriétaire à Miribel                                            |
| 1919    | 1928         | Antoine Pénelon                    |             | Maire de Triors                                                                                             |
| 1928    | 1934         | Joseph Boullut                     | Radical     | Maire de Châtillon-Saint-Jean                                                                               |
| 1934    | 1940         | M. Brunel                          | URD         | |
| 1940    |              |                                    |             | Les conseils d'arrondissement ont été suspendus par la loi du 12 octobre 1940 et n'ont jamais été réactivés |

### Conseillers généraux de 1833 à 1973
| Période | Période          | Identité                              | Étiquette              | Qualité |
| ------- | ---------------- | ------------------------------------- | ---------------------- | --- |
| 1833    | 1839             | Paul Émile Giraud                     | Majorité Ministérielle | Commerçant Maire de Romans Député (1831-1846)                                                                                 |
| 1839    | 1848             | Comte Antoine de Gratet du Bouchage   | Conservateur           | Chef d'escadron de cavalerie en retraite Propriétaire à Triors Député (1846-1848)                                             |
| 1848    | 1852             | Maurice Rochas                        | Républicain            | Propriétaire, maire de Romans (1848-1850)                                                                                     |
| 1852    | 1861             | Eloy Bouzon                           |                        | Négociant Maire de Romans (1850-1856)                                                                                         |
| 1861    | 1869 (décès)     | Louis Henri François de Luzy-Pelissac | Majorité dynastique    | Général de division Député (1863-1869), sénateur (1869)                                                                       |
| 1869    | 1871             | Adolphe Crémieux                      | Gauche                 | Avocat Député d'Indre-et-Loire (1842-1851) Député de la Seine (1869-1870)                                                     |
| 1871    | 1876 (décès)     | Eugène Servan                         | Républicain            | Négociant (industriel tanneur) et notaire Député (1876)                                                                       |
| 1876    | 1889             | Jean-Pierre-Jules Rivoire             | Républicain            | Avocat, maire de Romans (1878-1881)                                                                                           |
| 1889    | 1895             | Marius-Joseph Bonnet                  | Républicain            | Médecin, Maire de Romans-sur-Isère (1888-1892)                                                                                |
| 1895    | 1898 (démission) | Aimé Gérin (1842-1905)                | Rad.                   | Boulanger, receveur buraliste des contributions indirectes, adjoint au maire de Romans-sur-Isère, conseiller d'arrondissement |
| 1899    | 1903 (décès)     | Jean Adolphe Antoine Figuet           | Rad.                   | Négociant - Maire de Romans-sur-Isère (1899-1900)                                                                             |
| 1903    | 1907             | Alfred Pinet                          | Rad.                   | Maire de Romans-sur-Isère (1904-1907)                                                                                         |
| 1907    | 1913             | Charles Chabert                       | Rad.                   | Industriel, président de la chambre de commerce Député (1908-1914)                                                            |
| 1913    | 1919             | Ernest-Eugène Gailly                  | Républicain            | Docteur en médecine Maire de Romans-sur-Isère (1907-1914 et 1919)                                                             |
| 1919    | 1928 (décès)     | Jules Nadi                            | SFIO puis PCF          | Employé Député (1914-1928) Maire de Romans (1907, révoqué) Ancien conseiller général du Canton du Grand-Serre                 |
| 1928    | 1931             | Louis Collion                         | SFIO                   | Maire de Romans-sur-Isère (1928)                                                                                              |
| 1931    | 1940             | René Barlatier (1880-1955)            | URD                    | Médecin Maire de Romans (1931-1944) Nommé conseiller départemental en 1942                                                    |
| 1945    | 1951             | Maurice Michel                        | PCF                    | Représentant de commerce Député (1945-1958) Conseiller municipal de Romans-sur-Isère                                          |
| 1951    | 1964             | Paul Deval                            | Centriste              | Journaliste Député (app. PCF) (1945-1946) Maire de Romans-sur-Isère (1945-1955)                                               |
| 1964    | 1970             | Pierre Didier                         | RI                     | Agent d'assurances Maire de Romans-sur-Isère (1955-1977) Député app. UNR (1962-1967)                                          |
| 1970    | 1973             | Georges Fillioud                      | CIR puis PS            | Journaliste Député (1973-1986) Élu en 1973 dans le canton de Romans-sur-Isère-1                                               |

### Représentation depuis 2015
| Période élective | Période élective | Mandat | Mandat   | Identité           | Nuance | Nuance | Qualité |
| ---------------- | ---------------- | ------ | -------- | ------------------ | ------ | ------ | --- |
| 2015             | 2021             | 2015   | 2021     | Karine Guilleminot |        | DVG    | Adjointe au maire de Mours-Saint-Eusèbe                                                                                 |
| 2015             | 2021             | 2015   | 2021     | Pierre Pieniek     |        | LREM   | Médecin généraliste, ancien conseiller général PRG du canton de Romans-sur-Isère-1 Elu dans le canton de Bourg-de-Péage |
| 2021             | 2028             | 2021   | en cours | Linda Hajjari      |        | DVD    | Vendeuse, conseillère spéciale déléguée au lien intergénérationnel et à la santé à Romans-sur-Isère                     |
| 2021             | 2028             | 2021   | en cours | Fabrice Larue      |        | DVD    | Maire de Clérieux |

### Résultats détaillés

#### Élections de mars 2015
À l'issue du 1er tour des élections départementales de 2015, trois binômes sont en ballottage : Fabrice Larue et Marie-Hélène Thoraval (Union de la Droite, 31,18 %), Karine Guilleminot et Pierre Pieniek (Union de la Gauche, 27,64 %) et Martine Cavasse et Christophe Guichard (FN, 27,64 %). Le taux de participation est de 50,79 % (10 415 votants sur 20 504 inscrits) contre 53,14 % au niveau départementalet 50,17 % au niveau national.
Au second tour, Karine Guilleminot et Pierre Pieniek (Union de la Gauche) sont élus avec 37,78 % des suffrages exprimés et un taux de participation de 54,8 % (4 117 voix pour 11 233 votants et 20 498 inscrits).
Pierre Pieniek est ancien membre du PRG, il est désormais membre du groupe LREM.

#### Élections de juin 2021
Le premier tour des élections départementales de 2021 est marqué par un très faible taux de participation (33,26 % au niveau national). Dans le canton de Romans-sur-Isère, ce taux de participation est de 29,89 % (6 343 votants sur 21 219 inscrits) contre 34,1 % au niveau départemental. À l'issue de ce premier tour, deux binômes sont en ballottage : Linda Hajjari et Fabrice Larue (DVD, 33,36 %) et Isabelle Pagani et Olivier Richard (Union à gauche avec des écologistes, 28,25 %).
Le second tour des élections est marqué une nouvelle fois par une abstention massive équivalente au premier tour. Les taux de participation sont de 34,3 % au niveau national, 34,41 % dans le département et 30,95 % dans le canton de Romans-sur-Isère. Linda Hajjari et Fabrice Larue (DVD) sont élus avec 57,97 % des suffrages exprimés (3 530 voix pour 6 571 votants et 21 230 inscrits),,. 

## Composition

### Composition avant 1973
Lors de sa disparition en 1973, l'ancien canton de Romans-sur-Isère était constitué de dix-huit communes :
- Le Chalon
- Châtillon-Saint-Jean
- Clérieux
- Crépol
- Génissieux
- Geyssans
- Miribel
- Montmiral
- Mours-Saint-Eusèbe
- Parnans
- Peyrins
- Romans-sur-Isère
- Saint-Bardoux
- Saint-Bonnet-de-Valclérieux
- Saint-Laurent-d'Onay
- Saint-Michel
- Saint-Paul-lès-Romans
- Triors

### Composition depuis 2015
| Nom                                      | Code Insee | Intercommunalité        | Superficie (km2) | Population (dernière pop. légale)                | Densité (hab./km2) | Modifier                                    |
| ---------------------------------------- | ---------- | ----------------------- | ---------------- | ------------------------------------------------ | ------------------ | ------------------------------------------- |
| Romans-sur-Isère (bureau centralisateur) | 26281      | CA Valence Romans Agglo | 33,08            | Fraction : 16 035 (2022) Commune : 33 139 (2022) | 1 002              | modifier les données · modifier les données |
| Châtillon-Saint-Jean                     | 26087      | CA Valence Romans Agglo | 8,82             | 1 299 (2022)                                     | 147                | modifier les données · modifier les données |
| Clérieux                                 | 26096      | CA Valence Romans Agglo | 13,53            | 1 952 (2022)                                     | 144                | modifier les données · modifier les données |
| Génissieux                               | 26139      | CA Valence Romans Agglo | 8,93             | 2 422 (2022)                                     | 271                | modifier les données · modifier les données |
| Mours-Saint-Eusèbe                       | 26218      | CA Valence Romans Agglo | 5,27             | 3 404 (2022)                                     | 646                | modifier les données · modifier les données |
| Peyrins                                  | 26231      | CA Valence Romans Agglo | 25,16            | 2 630 (2022)                                     | 105                | modifier les données · modifier les données |
| Saint-Bardoux                            | 26294      | CA Valence Romans Agglo | 10,63            | 599 (2022)                                       | 56                 | modifier les données · modifier les données |
| Saint-Paul-lès-Romans                    | 26323      | CA Valence Romans Agglo | 15,77            | 1 927 (2022)                                     | 122                | modifier les données · modifier les données |
| Triors                                   | 26355      | CA Valence Romans Agglo | 5,65             | 639 (2022)                                       | 113                | modifier les données · modifier les données |
| Canton de Romans-sur-Isère               | 2611       |                         |                  | 30 907 (2022)                                    |                    | modifier les données                        |

Le nouveau canton de Romans-sur-Isère comprend :
1. huit communes entières,
2. la partie de la commune de Romans-sur-Isère située à l'est d'une ligne définie par l'axe des voies et limites suivantes : depuis la limite territoriale de la commune de Mours-Saint-Eusèbe, avenue de Saint-Donat (route départementale 53), rue Théodore-Monod, rue de la Gloriette, avenue Jean-Moulin, avenue de la Première-Armée, avenue Georges-Pompidou, rue des Charmilles, rue Guynemer, rue Brémond, avenue Emile-Zola, passage supérieur Evariste-Galois, ligne de chemin de fer de Valence à Moirans, avenue Jean-Moulin, place Carnot, boulevard de la Libération, rond-point Paul-Deval, rue Marc-Antoine-Julien-de-la-Drôme, place de l'Eperon, côte des Masses, rue du Faubourg-de-Clérieux, avenue du Chanoine-Jules-Chevalier, quai Sainte-Claire, place de la Presle, rue Fontessort, rue Percherie, côte des Poids-et-Farines, petite rue Neuve, rue du Refuge, rue Rebatte, rue des Remparts-Jacquemart, rue Jacquemart, place Charles-de-Gaulle, côte Sainte-Ursule, place du 75e-Régiment-d'Infanterie, place Jean-Jaurès, rond-point de l'Europe, avenue Gambetta, rue Ampère, avenue Adolphe-Figuet, rue de l'Isère, pont du Maréchal-de-Lattre-de-Tassigny, route départementale 2092 N, jusqu'à la limite territoriale de la commune de Bourg-de-Péage.

## Démographie
En 2022, le canton comptait 30 907 habitants, en évolution de +1,03 % par rapport à 2016 (Drôme : +2,64 %, France hors Mayotte : +2,11 %).
| 2013   | 2018   | 2022   |
| ------ | ------ | ------ |
| 30 669 | 30 936 | 30 907 |